# Ferdinand Sabathil
Ferdinand Sabathil (* 11. November 1856 in Sangerberg; † 6. Oktober 1937 in Graz) war ein österreichischer Flötist und Komponist.
Sabathil studierte am Prager Konservatorium bei Vilém Blodek. Nach einer Zwischenstation in Saaz wirkte er ab 1882 als Erster Flötist in der Schweriner Hofkapelle.
Als Komponist hinterließ er rund 400 vorwiegend der Flöte gewidmete Stücke meist salonhaften Charakters, darunter die Konzertpolka Le Canari op. 29, den Walzer Karlsbader Sprudelgeister op. 39, die Konzert-Polka Erinnerungen an Monte Carlo op. 154 und das Konzertstück für Flöte und Klavier Mein Lied op. 334.